# Силванян, Грач Гамликович
Грач Гамликович Силванян (арм.Հրաչ Սիլվանյան; 18 августа 1946, Ереван, Армянская ССР) – армянский дипломат. Чрезвычайный и Полномочный Посол Армении.педагог.
Кандидат философских наук.

## Биография
В 1969 году окончил Ереванский институт русского и иностранных языков им. В. Брюсова, факультет русского языка и литературы. В 1972 году – аспирантуру Ереванского государственного университета.
С 1972 по 1980 год  – преподаватель Ереванского государственного университета.
С 1980 по 1990 год – инструктор, заведующий сектором, инспектор ЦК Компартии Армении.
С 1990 по 1993 год – проректор по научной работе и зарубежным связям Ереванской государственной консерватории имени Комитаса.
С 1993 года – на дипломатической работе. 
С 1993 по 1996 год – временный поверенный по делам Армении в Киеве (Украина).
С 1996 по 2003 год – Чрезвычайный и Полномочный Посол Армении на Украине.
В 1999-2004 годах – Чрезвычайный и Полномочный Посол Армении в Молдове по совместительству.
В 2003-2006 годах — советник министра иностранных дел Армении.
В 2005 году – советник аппарата МИД Армении.
В 2006-2011 годах – Чрезвычайный и Полномочный Посол Армении в Грузии.
В 2011-2017 гг. — советник министра иностранных дел Армении.

## Награды
- Орден «За заслуги» II степени (10 ноября 2003 года, Украина) — за весомый личный вклад в развитие украинско-армянских отношений[1].
- Орден Чести (Грузия)
- Медаль Министерства образования и науки Украины
- Знак чести города Киева
- Почётный знак Донецкого областного совета
- Почётный гражданин Тбилиси

## Семейное положение
Женат, имеет двух дочерей.